# Margarita Belén
Margarita Belén är en kommunhuvudort i Argentina.   Den ligger i provinsen Chaco, i den nordöstra delen av landet, 800 km norr om huvudstaden Buenos Aires. Margarita Belén ligger 58 meter över havet och antalet invånare är 5 547.
Terrängen runt Margarita Belén är mycket platt. Närmaste större samhälle är Fontana, 18,1 km söder om Margarita Belén.
I omgivningarna runt Margarita Belén växer huvudsakligen savannskog. Runt Margarita Belén är det ganska glesbefolkat, med 22 invånare per kvadratkilometer.